# 麦芽地
麦芽地是一个基于Disucz的苹果技术论坛，成立于2008年。

## 麦芽地简介
麦芽地的前身是麦客孤独论坛，是中国比较有影响力的苹果技术论坛之一，倡导资源共享，软件汉化是麦客孤独论坛主要吸引人的地方。2007年由麦客孤独,杰少,木饭等在杭州一起进行商业化,后木饭在将网站买下,网站域名macgood.com为木饭于2006年进行购入。
2014年11月13日，麦芽地论坛因涉嫌发布传播恶意软件WireLurker被北京警方关闭。由于向警方报案并率先实现对该病毒查杀的360公司同时也是“麦芽地”的早期投资人，因此也有外界声音对360提出质疑，怀疑其自己制毒自己杀。

## 麦芽地相关网站
- 麦芽地论坛